# Preußische Neuaufnahme

Beispiel der Preußischen Neuaufnahme – Martinshafen mit Kreidebahn nach 1912

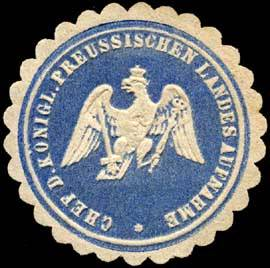
Siegelmarke „Chef der K. Pr. Landes Aufnahme“ (1850–1918)

Die Preußische Neuaufnahme war die umfassende geodätisch-topografische Vermessung des Staatsgebietes Preußens in den Jahren 1877 bis 1915. Sie bilden die Grundlage der bis ins 21. Jahrhundert aktualisierten Messtischblätter.

## Erste Landesaufnahmen
In den Landesteilen hat es schon auf Veranlassung Friedrichs des Großen verschiedene Landesaufnahmen gegeben. Dazu zählen die Schroettersche Landesaufnahme und das Schmettausche Kartenwerk. In der Zeit Napoleons entstanden die Karte der Rheinlande und die Karte von Nordwestdeutschland.
Die kartografisch-geodätischen Vermessungen des preußischen Staatsgebietes wurde durch den preußischen Generalstab geleitet und von jungen Ingenieurgeographen durchgeführt. Sie erfolgte anfangs durch grafische Triangulation durch Richtungsmessung direkt auf den Kartenskizzen ohne die Verwendung von Theodoliten.
Diese ersten Aufnahmen (in den Maßstäben 1:25.000 und 1:20.000 kartiert) stellten eher geografische Skizzen als topografisch genaue Karten dar. Damaligen militärischen Zwecken genügten sie jedoch. Diese Karten wurden nicht veröffentlicht, sie dienten als Grundlage für die militärischen Operationskarten des Generalstabs, den Preußischen Generalstabskarten in den Maßstäben 1:80.000 und 1:100.000.
Die in den Jahren zwischen 1830 und 1865 durchgeführte Preußische Uraufnahme diente zunächst nur der Fortführung der Generalstabskarten. Anders als bei diesen wurde jedoch mit verbesserten Aufnahmeverfahren gearbeitet. Daneben wurden die Karten in einem einheitlichen Maßstab von 1:25.000 erstellt. Diese Karte verwendet Schraffen zur Geländedarstellung.
Ab 1868 wurden die Karten veröffentlicht, unter anderem auf Druck der Privatwirtschaft, die diese Kartenwerke zur besseren Planung für den Straßen- und Eisenbahnbau forderte.

## Preußische Neuaufnahme zwischen 1877 und 1915
Die Preußische Neuaufnahme wurde aufgrund verbesserter Darstellungsformen (Höhenlinien, einheitliche Längenangaben in Metern, Einführung einheitlicher Höhenangaben – auf das Normalnullniveau bezogen –) und höherer Ansprüchen an die Genauigkeit der Karten erforderlich. Sie wurde durch die 1875 gebildete Königlich Preußische Landesaufnahme durchgeführt.
Bei dieser Neuaufnahme wurden insgesamt 3307 Kartenblätter im Maßstab 1:25.000 angefertigt. Neben dem preußischen Staatsgebiet wurden auch kleinere selbständige deutsche Staaten aufgenommen (zum Beispiel das Großherzogtum Oldenburg und das Herzogtum Braunschweig), die den Aufwand einer eigenen Landesaufnahme scheuten. Die Messtischblätter dieser Landesaufnahme sind der Ursprung der heutigen Topografischen Karte 1:25.000 (TK 25).

### Blattschnitt
Die Karten der letzten Landesaufnahme werden auch als Messtischblätter bezeichnet.
Sie wurden einheitlich nach dem geografischen Koordinatensystem gedruckt bzw. zugeschnitten. Der Blattschnitt ist mit 6 Bogenminuten in Breite und 10 Bogenminuten Länge nahezu quadratisch. Genau betrachtet sind die Blätter nicht rechteckig, sondern trapezförmig (mit zunehmender geografischer Breite wird der Abstand der Meridiane zueinander kleiner). Dies ist auf den Blättern jedoch kaum wahrzunehmen, da der Nordrand nur um etwa einen Millimeter kürzer als der Südrand ist.
Die geografische Länge aller Karten bzw. Messtischblätter bezog sich auf den Ferro-Meridian, d. h. auf die westlichste der kanarischen Inseln (El Hierro), wodurch ganz Europa östliche Längen hat. Dieser damalige Nullmeridian des Deutschen Reiches (und auch von Österreich-Ungarn) liegt etwa 17° 40' westlich vom Greenwich. Erst bei der Fortführung der Kartenblätter wurde dies geändert und seit 1924 beziehen sich die Längen auf den Greenwich-Meridian.

### Blattbezeichnung
Ursprünglich waren die Messtischblätter zeilenweise von West nach Ost – im Norden beginnend – fortlaufend durchnummeriert.
Erst ab 1937 wurde einheitlich eine vierstellige Nummer eingeführt, basierend auf einem Raster. Die ersten zwei Ziffern benennen die Zeile des Rasters, die nächsten zwei die Spalte.